# 5700 Homerus
5700 Homerus è un asteroide della fascia principale. Scoperto nel 1977, presenta un'orbita caratterizzata da un semiasse maggiore pari a 2,5971816 UA e da un'eccentricità di 0,1632599, inclinata di 12,93572° rispetto all'eclittica.